# إلكين سوتو
إلكين سوتو (بالإسبانية: Elkin Soto) (مواليد 4 أغسطس 1980 في مانيزاليس - كولومبيا) لاعب كرة قدم كولومبي يلعب حاليا لصالح نادي الدرجة الأولى ماينز الألماني منذ 2007 في مركز الوسط المحوري .

## مسيرته الكروية
لعب إلكين سوتو خلال مسيرته الاحترافية مع 3 أندية في اثنين وعشرين موسمًا وسجل خلالها 48 هدفًا ضمن 475 مباراة. ولم يفز بأي موسم بالكأس وفاز في موسم واحد بالدوري.
خاض إلكين سوتو مسيرته مع نادي أونس كالداس في موسم 1999 في المرة الأولى ليلعب معه سبعة مواسم ثم في موسم 2016 ليلعب معه أربعة مواسم، مشاركًا طوالها في 240 مباراة سجل خلالها 27 هدفًا. ثم انتقل إلى نادي برشلونة ما بين عامي 2006 و2007 لمدة موسم واحد، حيث شارك في 44 مباراة سجل خلالها 7 أهداف. لينتقل بعدها إلى نادي ماينتس 05 في موسم 2006–07 ليلعب معه عشرة مواسم، مشاركًا في 191 مباراة سجل خلالها 14 هدفًا.

## روابط خارجية
- إلكين سوتو على موقع قاعدة بيانات كرة القدم.إي يو (الإنجليزية)
- إلكين سوتو على موقع بيانات كرة القدم. دي إي (الألمانية)
- إلكين سوتو على موقع ناشيونال فوتبول تيمز (الإنجليزية)
- إلكين سوتو على موقع Soccerway.com (الإنجليزية)
- إلكين سوتو على موقع عالم كرة القدم.نت (الإنجليزية)
- إلكين سوتو على موقع كووورة
- إلكين سوتو على موقع AS.com (الإسبانية)